# Claflin (Kansas)
Pour les articles homonymes, voir Claflin.
Claflin est une ville américaine située dans le comté de Barton, au Kansas. Selon le recensement de 2020, sa population est de 562 habitants.